# Rally de Cantabria de 2009
El Rally de Cantabria de 2009, oficialmente 31.er Rallye Cantabria Infinita, fue la 31.ª edición y la tercera ronda de la temporada 2009 del Campeonato de España de Rally. Se celebró del 15 al 16 de mayo y contó con un itinerario de ocho tramos que sumaban un total de 165,58 km cronometrados.

## Itinerario
| Día   | Tramo | Nombre                    | Distancia | Hora  | Ganador              | Tiempo  | Líder                |
| ----- | ----- | ------------------------- | --------- | ----- | -------------------- | ------- | -------------------- |
| Día 1 | TC1   | San Pedro del Romeral 1   | 20,25 km  | 08:19 | Enrique García Ojeda | 11:39.6 | Enrique García Ojeda |
| Día 2 | TC2   | San Roque-Villacarriedo 1 | 28,05 km  | 09:18 | Enrique García Ojeda | 17:17.5 | Enrique García Ojeda |
| Día 2 | TC3   | San Pedro del Romeral 2   | 20,25 km  | 11:42 | Enrique García Ojeda | 11:35.6 | Enrique García Ojeda |
| Día 2 | TC4   | San Roque-Villacarriedo 2 | 28,05 km  | 12:41 | Enrique García Ojeda | 17:22.8 | Enrique García Ojeda |
| Día 2 | TC5   | San Antonio-Villanueva 1  | 14,01 km  | 16:24 | Enrique García Ojeda | 8:58.0  | Enrique García Ojeda |
| Día 2 | TC6   | Vierna-Las Pilas          | 20,48 km  | 16:53 | Xavi Pons            | 13:23.2 | Enrique García Ojeda |
| Día 2 | TC7   | San Antonio-Villanueva 2  | 14,01 km  | 19:26 | Enrique García Ojeda | 9:21.9  | Enrique García Ojeda |
| Día 2 | TC8   | Vierna-Las Pilas 2        | 20,48 km  | 19:55 | Enrique García Ojeda | 13:07.7 | Enrique García Ojeda |

## Clasificación final
| Pos. | Piloto                | Copiloto            | Automóvil                | Tiempo    | Diferencia |
| ---- | --------------------- | ------------------- | ------------------------ | --------- | ---------- |
| 1.   | Enrique García Ojeda  | Jordi Barrabés      | Subaru Impreza STi       | 1:42:54.0 | 0.0        |
| 2.   | Xavi Pons             | Alex Haro           | Mitsubishi Lancer Evo X  | 1:43:41.4 | +47.4      |
| 3.   | Joan Vinyes           | Jordi Mercader      | Renault Clio R3          | 1:48:13.0 | +5:19.0    |
| 4.   | Miguel Ángel Fuster   | José Vicente Medina | Porsche 997 GT3 RS 3.6   | 1:48:20.7 | +5:26.7    |
| 5.   | Xabier Lujúa          | José Jacinto Burgos | Mitsubishi Lancer Evo IX | 1:49:02.6 | +6:08.6    |
| 6.   | Víctor Senra          | David Vázquez       | Mitsubishi Lancer Evo X  | 1:50:48.2 | +7:54.2    |
| 7.   | Miguel Arias          | Roberto Arias       | Renault Clio R3          | 1:50:56.4 | +8:02.4    |
| 8.   | Marcos B. Diego       | Vicente Diego       | Subaru Impreza STi       | 1:51:45.0 | +8:51.0    |
| 9.   | Jonathan Pérez Suárez | Enrique Velasco     | Renault Clio R3          | 1:52:18.7 | +9:24.7    |
| 10.  | Diego Cabanela        | Alberto Rodríguez   | Mitsubishi Lancer Evo X  | 1:52:37.1 | +9:43.1    |